# Caripi
Caripi fue un soldado de caballería del ejército turco. Pertenecía a un cuerpo compuesto de renegados de otras religiones y que se distinguió muchas veces en los combates. 
Los caripis formaban una especie de regimiento de unos 1.000 hombres. No eran esclavos y estaban llamados a sustituir a los guardias del Gran Señor. 